# Delfina Varni
Delfina Varni (Haedo, 9 de dezembro de 1994) é uma atriz argentina.

## Biografia
Delfina Varni começou sua carreira em Rincón de Luz, uma continuação de Chiquititas, sem muito sucesso na Argentina, mais com muito em Israel. Encarnando a personagem de Josefina Marini, logo segue em Floricienta.Com a personagem Victoria, também atuou em Los Secretos de papá (em português 'Os segredos do papai') e contracenou com a atriz Luisana Lopilato, em 2006 faz a personagem 'Thiarita' Demont Anzorena em Chiquititas 2006. No mesmo ano com o mesmo programa fez no teatro Chiquititas Sin Fin. Logo estréia em todos os cinemas da Argentina, El Ratón Pérez.
Tem um irmão chamado Bruno e uma prima chamada Agus Bruzzone.
Estuda no colégio San Carlos Barromeo.
Seus apelidos são "Delfi", "Delfucha".
Estará na novela de Patrícia Maldonado e Pablo Bustamante

## Televisão
- 2011 - Peter Punk como Evelyn
- 2006 - Chiquititas 2006 como Thiarita Demont Anzorena
- 2005 - Mujeres Asesinas
- 2004 - Los Secretos de Papá
- 2004 - Floricienta como Victoria
- 2003 - Rincón de luz como Josefina Marini

## Cinema
- 2006 - El Ratón Pérez como Lucía

## Teatro
- 2006 - Chiquititas Sin Fin como Thiarita Demont Anzorena